# Simonas Stanevičius
Simonas Tadas Stanevičius, polsky Szymon Tadeusz Staniewicz, (26. října 1799, Kanopėnai u Viduklé – 10.března 1848, Stemplės u Švékšny) byl litevský básník, etnograf, filolog a historik, představitel raného litevského národního obrození v Žemiatsku.

## Život
Narodil se v rodině drobného šlechtice Stanislovase Stanevičiuse a jeho manželky Barbory Rimkevičiūtė. V letech 1817 až 1821 studoval na Jezuitském kolegiu v Kražiai, rok pak působil v Kraižai jako vychovatel a pak se zapsal ke studiu klasické filologie na Vilniuské univerzitě. Demokratická nálada, která na univerzitě panovala, zformovala jeho světonázor a vedla ho k tomu, aby se zapojil do snah o oživení litevské národní identity.
Po promoci v roce 1826 zůstal ve Vilniusu, kde pracoval jako soukromý učitel a připravoval svá díla k publikaci. V roce 1829 publikoval tři svá díla (mluvnici, sbírku lidových písní a své bajky). Po vydání těchto děl ho začal podporovat lingvista a literární historik hrabě Jurgis Plateris (1810–1836). Stanevičius se přestěhoval na Platerisovo panství v 
Gedminaičiai  a roku 1834 do jeho domu v Raseiniai, pracoval jako jeho tajemník a staral se o jeho rozsáhlou knihovnu, která měla shromáždit co nejvíce publikací a různých rukopisů souvisejících s litevskou historií a jazykem.
Roku 1830 během prvního protiruského povstání odcestoval s Jurgisem Platerisem do Königsbergu, kde se setkal s univerzitním profesorem Ludwigem Rhesou a sbíral materiály pro své další publikace. Po návratu z Königsbergu odjel s Platerisem z vědeckých důvodů do Rigy, kde roku 1833 vyšly Platerisovým nákladem melodie písní vydaných Stanevičiusem roku 1829.

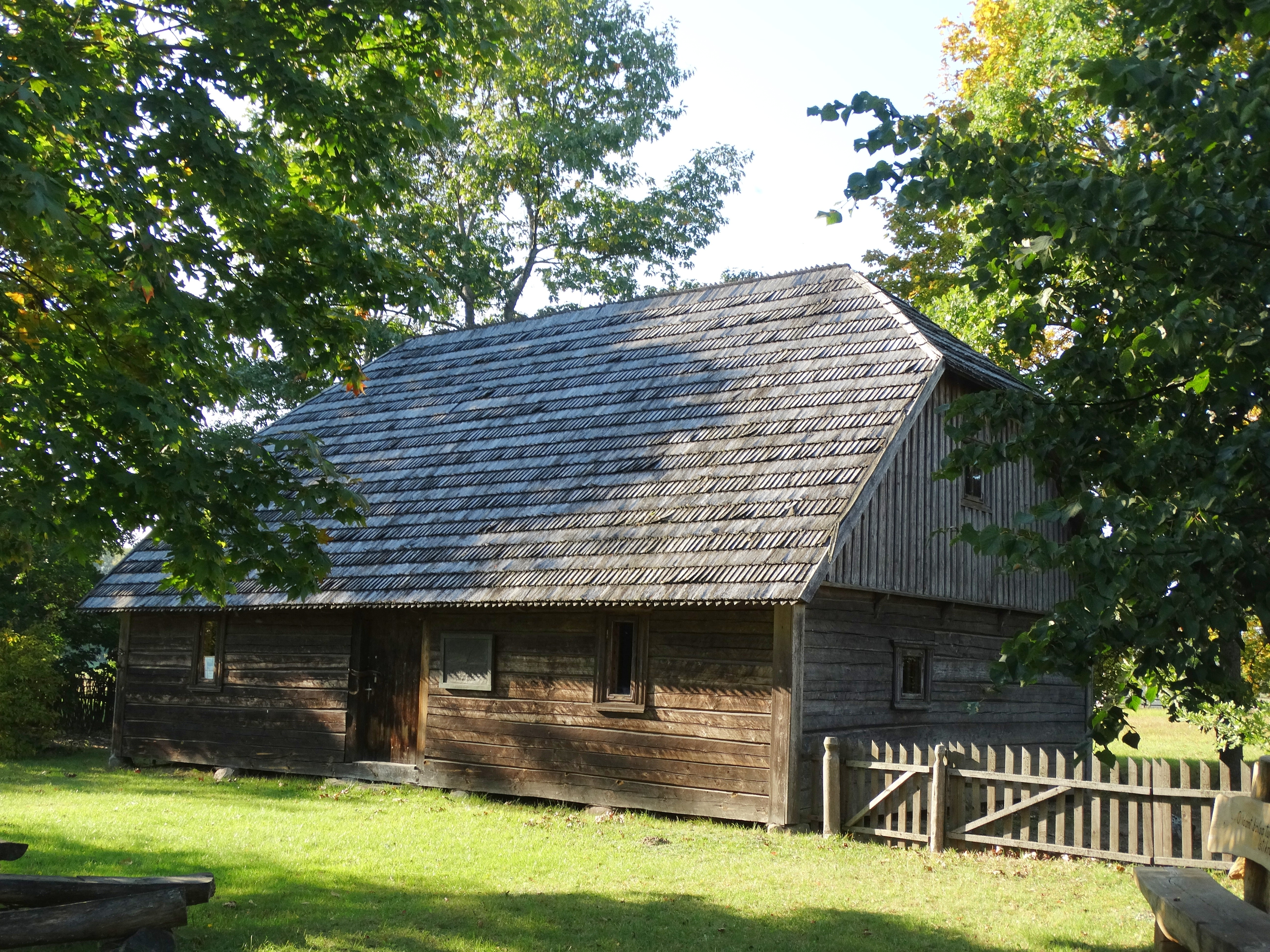
Simono Stanevičiaus sodyba-muziejus

Po smrti Jurgise Platerise roku 1836 se Stanevičius přestěhoval k jeho bratrovi Kazimierovi Platerisovi do Stemples u Švėkšny, kde pokračoval v práci knihovníka a žil zde až do své smrti na tuberkulózu roku 1848. Byl pohřben na farním hřbitově ve Švėkšně, ale přesné místo jeho hrobu není dne známé. Roku 1984 mu lidový umělec Vytautas Majoras vytvořil pomník na kenotafu (na symbolickém hrobě) ve Švėkšně.
Roku 1986 bylo v usedlosti Simona Stanevičiuse v Kanopėnai otevřeno jeho muzeum Simono Stanevičiaus sodyba-muziejus.
V roce 1999 byla vydána litevská poštovní známka s motivem jeho bajky Arklys ir meška (Kůň a medvěd) od Nijolė Šaltenytė.

## Dílo

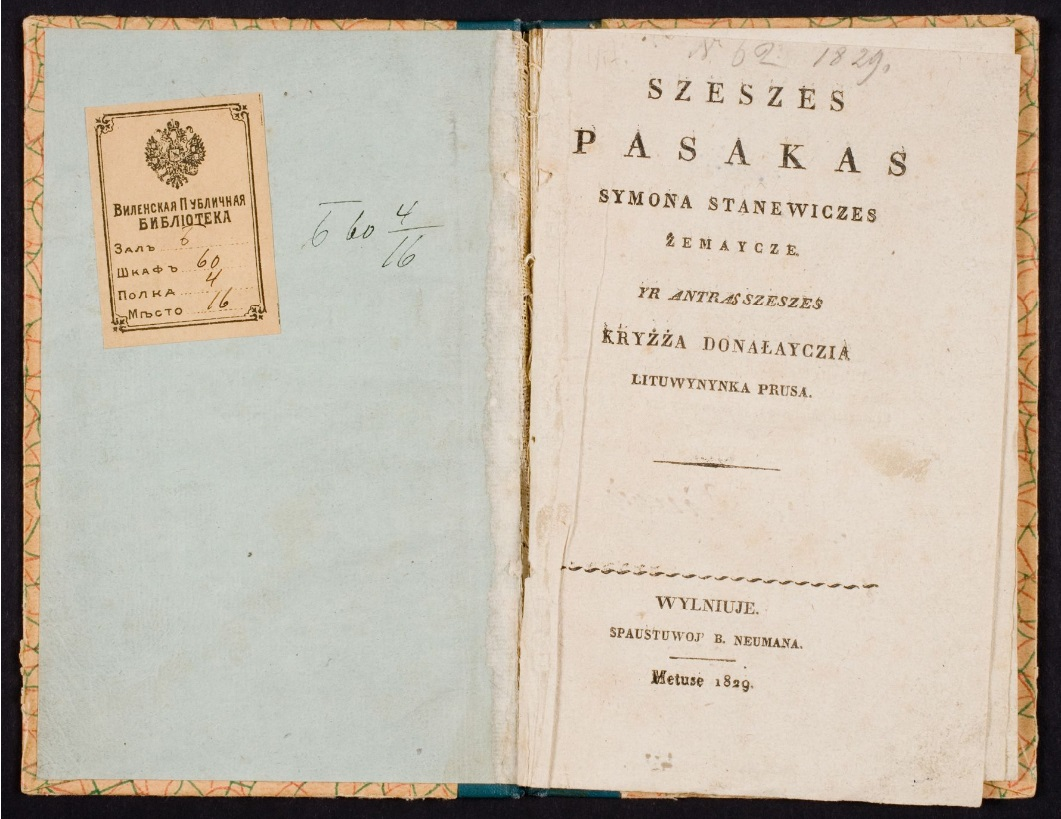
Šešios pasakos Simono Stanevyčios žemaičio ir antros šešios Krizo Donelaičio lietuvininko prūso, první vydání z roku 1829

Dochované Stanevičiusovo poetické dílo není rozsáhlé, jde o pouhých šest bajek a o jednu ódu. Tyto básně vyšly roku 1829 společně s bajkami Kristijonase Donelaitise pod názvem
Šešios pasakos Simono Stanevyčios žemaičio ir antros šešios Krizo Donelaičio lietuvininko prūso (Šest bajek Žemaita Simonase Stanevičiuse a dalších šest litevského Prusa Krizase Donelaitise). Dvě ze Stanevičiusových bajek, Lapė ir juodvarnis (Liška a kos) a Lapė ir žąsys (Liška a husy), jsou založeny na ezopovských tématech, zbývající čtyři, Žmogus ir levas (Muž a lev), Aitvarai (Skřítci), Arklys ir meška (Kůň a medvěd) a Erelis, karalius paukščių ir gudrybė karaliuko (Orel, král ptáků a vychytralost krále), jsou původní, případně vycházejí z litevského folklóru. Jazyk bajek je hovorový, charaktery hrdinů jsou vtipné a přesně vykreslené, V bajkách se objevuje myšlenka svobody a pospolitosti litevského národa i zdůraznění významu svobodné rolnické práce. V knize je rovněž obsažena óda Šlovė žemaičių (Žemaitská sláva) napsaná roku 1823, která se stala studentskou hymnou. Autor v ní oslavuje kulturní aktivity Žemaitů, žijících a studujících ve Vilniusu, jejich vlastenecké nálady a snahu o oživení historické paměti národa a jeho rodného jazyka. Forma ódy je přísně klasicistní, ale obsah již vyjadřuje ideje velmi blízké romantismu.
Velice významná je jeho práce editorská a vědecká. Roku 1823 připravil do tisku úryvky z litevské  Postily katolického kněze Mikalojuse Daukši z roku 1599, aby předvedl krásu a lexikální bohatství litevského jazyka a podpořil tak jeho rozvoj a používání. Roku 1829 připravil k tisku doplněné a rozšířené vydání litevské gramatiky Universitas lingvarum Litvaniae z roku 1737 , ke kterému napsal vlastní předmluvu s přehledem dosavadní litevské literatury. V tom samém roce vydal ještě první sbírku litevských lidových písní Dainos žemaičių (Žemaitské písně), kterou roku 1833 doplnil o jejich nápěvy v knize Pažymės žemaitiškos eidos (Melodie žemaitských písní). V letech 1835-1838 napsal v polštině studii Wyjaśnienie Mythologii Litewskie (Výklad litevské mytologie), která byla v úplnosti vydána až v roce 1967.  Jde o první vědeckou analýzu litevské mytologie, ve které se nebál vyvracet různé romantické představy, například o pruské pohanské svatyni Romuva nebo o spojení mezi římskými a litevskými bohy.
Je známo, že také pracoval na litevsko-polském slovníku, ale ten a další jeho rukopisy se nedochovaly. Existuje domněnka, že vše bylo ztraceno po druhém protiruském povstání v letech 1863-1864, kdy byly Rusy zničeny četné kulturní statky.